# Пшимушево (Хойницький повіт)
Пшимушево (пол. Przymuszewo) — село в Польщі, у гміні Бруси Хойницького повіту Поморського воєводства.
Населення — 139 осіб (2011).
У 1975-1998 роках село належало до Бидгощського воєводства.

## Демографія
Демографічна структура станом на 31 березня 2011 року:
|          | Загалом | Допрацездатний вік | Працездатний вік | Постпрацездатний вік |
| -------- | ------- | ------------------ | ---------------- | -------------------- |
| Чоловіки | 74      | 20                 | 46               | 8                    |
| Жінки    | 65      | 20                 | 35               | 10                   |
| Разом    | 139     | 40                 | 81               | 18                   |